# Поляріс (Marvel Comics)
Поляріс (англ. Polaris, досл. «Поларис»), справжнє ім'я Лорна Дейн (англ. Lorna Dane) — супергероїня з коміксів американського видавництва Marvel Comics. Створена Арнольдом Дрейком та Джимом Стеранком, Поляріс вперше з’явилася в The X-Men #49 (жовтень 1968). Більшу частину своєї історії публікацій вона була членкинею Людей Ікс або однієї з дочірніх груп, таких як X-Factor. У коміксах, опублікованих з 1987 по 1989 рік, вона була одержима телепатичною сутністю під назвою Злоба. У коміксах, опублікованих з 2000 по 2001 рік, вона була членкинею прислужників Маґнето на Геноші. Було показано, що вона була однією з небагатьох, хто вижив після геноциду на острові, здійсненого Дикими Стражами. 
Мутантка, Поляріс може керувати магнетизмом подібно як Маґнето, якого вона довго підозрювала як свого біологічного батька. Її здогадки були підтверджені в Uncanny X-Men #431 (листопад 2003 року). У неї також були складні довгострокові стосунки з Людиною Ікс Гавоком, з яким вона була заручена, і її характеризують як людину, яка постійно бореться з проблемами психічного здоров’я. Вона, як дочка Маґнето, є єдинокровною сестрою Ртуті та Багряної відьми (проте не є нею після реткона). Емма Дюмон грає Поляріс в телесеріалі «Обдаровані». 

## Історія публікації
Поляріс була створена письменником Арнольдом Дрейком і художником Джимом Стеранко і вперше з'явилася у The X-Men #49 (жовтень 1968). Вперше вона з’явилася як членкиня Людей Ікс у фільмі «Люди Ікс» № 60 у 1969 році і залишалася членкинею команди аж після дебюту нової команди Людей Ікс у Гігантських Людях Ікс. Поляріс з'являлась як другорядний персонаж для команди протягом кількох років, перш ніж приєднатися до нового втілення команди X-Factor у X-Factor #70 (вересень 1991 року), залишаючись у цій команді до X-Factor #149 (вересень 1998 року).

## Біографія вигаданого персонажа

### Походження
Ще студенткою Лорна Дейн познайомилася з оригінальною командою Людей Ікс.  Коли лиходій Месмеро використав свій «психогенератор» для виклику мутантів у Північній Америці з прихованими здібностями  Лорна була змушена поїхати до Сан-Франциско, де перебував Месмеро. Там вона зіткнулася з Людиною Ікс Iceman, який зламав її транс, змусивши її послизнутися на шматку льоду, а потім переконав її прийти до його квартири. У квартирі Лорна зустріла решту Людей Ікс, які незабаром дізналися, що вона має приховані здібності мутантів.  Месмеро та його андроїд Демі-Люди схопили її і відвезли до свого штабу в пустелі, а Люди Ікс переслідували. Генератор психіки пробудив її сили мутантів, і Месмеро назвав її «Королевою мутантів».
Коли Люди Ікс спробували врятувати її, Маґнето виявився лідером групи, яка стояла за її викраденням, і, що більш важливо, стверджував, що є батьком Лорни.  Незважаючи на твердження Людей Ікс, що Маґнето є злим, Лорна не могла змусити себе битися з власним батьком.  Айсмен повертається зі зустрічі зі своїми прийомними батьками, які розповіли йому, що її рідні батьки загинули в авіакатастрофі роками раніше. Ця інформація змусила Лорну обернутися проти Маґнето  але пізніше з’ясувалося, що вона стала причиною аварії, і Маґнето стер її спогади про це за допомогою Mastermind.  Якийсь час Айсмена приваблювала до неї, але Лорна не відповіла по-справжньому взаємністю.  Натомість вона закохалася в їхнього товариша по команді Гавока. 
Без відома Лорни, Маґнето, який стверджував, що є її батьком, виявляється андроїдом. Невдовзі після цього Лорну схопили Стражі, але її врятували Люди Ікс.  Лорна приєдналася до Людей Ікс і почала жити в особняку Ксав'єра.  Лорна автоматизованого Havok і X-Men в відображенні інопланетянин Z'nox спроби вторгнення «з Землі. 
Перше «кодове ім’я» Лорни Дейн було Магнетрікс, але вона швидко вирішила, що їй це ім’я не подобається. Однак це не завадило Гавок продовжувати використовувати це ім’я, щоб дратувати її та фліртувати з нею.  Вони залишають Людей Ікс, щоб продовжити спільні інтереси до геофізики.  Вони переїхали в гірський масив Діабло в Каліфорнії. 
Пізніше видно, як Лорна разом із Гавоком бореться з Галком.  Коли старі та нові Люди Ікс воювали з островом-мутантом Кракоа, Лорна вперше показала весь потенціал своїх сил, порушивши магнітне поле Землі, що відправило Кракоа в глибокий космос.  Потім вони приєдналися до Мойри МакТаггерт у її центрі для генетичних досліджень на острові Мюір. 

### Контрольований розум
Лорна отримала новий костюм ши'арського дизайну, коли її розум потрапив під домінування агента ши'арської розвідки Давана Шакарі, також відомого як Ерік Червоний. Саме Ерік Червоний дав Лорні кодове ім’я Поляріс, яке вона продовжує використовувати відтоді. У той час, Шакара служив D'Ken , а потім імператор Ші'ар Галактики. Шакарі викрав Алекса Саммерса і Лорну і піддав їх потужному контролю над розумом. Він настроив їх проти Людей Ікс у спробі вбити професора Чарльза Ксав'єра. У міжнародному аеропорту імені Кеннеді почалася масштабна битва, де дует боровся з Людьми Ікс. Поляріс була переможена Штормом, але Шакарі вдалося втекти з нею і Гавоком. Ксав’єр зрештою звільнив Поляріс і Гавока з-під контролю Шакарі. 
Поляріс і Гавок залишалися бездіяльними як члени Людей Ікс, хоча час від часу поверталися, щоб допомогти команді. З Людьми Ікс вони боролися з Протеєм на острові Муір.  Здебільшого Лорна та Алекс залишалися цивільними протягом кількох років, оселившись у Нью-Мексико й закінчивши навчання в коледжі. Вони були змушені неохоче допомагати Людям Ікс у Arcade 's Murderworld.  Їх нове життя було перервано, коли мародери влаштували на них засідку приблизно під час різанини мутантів. Розум Поляріс був захоплений псіонічною істотою, відомою як Злоба. 
Під контролем Маліс Лорна напала на Людей Ікс як лідера Мародерів.  Невдовзі після цього сутність Злоба виявила, що назавжди прив’язана до тіла Лорни.  Вона очолила Мародерів проти Людей Ікс під час Inferno.  Після того, як Містер Зловісний, здавалося б, був убитий, влада Маліс над Лорною ослабла. Тимчасово відновивши контроль над власним розумом, Лорна змогла зателефонувати до Людей Ікс в Австралії за допомогою, але вони прибули занадто пізно. Лорну взяли разом зі своєю імовірною зведеною сестрою Заладане, жрицей Сонячного народу Дикої Землі.  Люди Ікс прибули вчасно, щоб стати свідками втечі Заладайн, хоча Гавок зумів проникнути в її армію замасковано, а Люди Ікс йшли за ними. У Дикій Землі Люди Ікс виявили, що Заладане зібрала армію тубільців Дикої Землі, якими керував Черв’як, один із Мутатів Дикої Землі. Заладайн показала, що насправді вона сестра Лорни, і, використовуючи механізм Високих Еволюціоністів, позбавила Лорну її магнетичних здібностей, прийнявши їх за свої. Крім того, процесу вдалося остаточно відокремити Лорну від Маліс. Заладане та її сили зіткнулися з Ка- Заром і Людьми Ікс. Під час зустрічі у Лорни активізувалася вторинна мутація : вона виросла, стала невразливою і набула надлюдської сили. Армія Заладане була звільнена з-під контролю Ворма, і Лорна нарешті повернула собі свободу. 
Не маючи більше куди піти, Лорна відправилася на дослідницьку станцію мутантів Мойри МакТаггерт на острові Муір. По дорозі туди її вторинна мутація знову активувалася, про що свідчить раптове збільшення зросту. У цей час вона виявила, що її нова мутація також впливає на оточуючих, посилюючи негативні емоції, такі як гнів і ненависть. 

### Острів Мюір
Після огляду доктор МакТаггерт не могла пояснити нову мутацію Лорни, хоча вона підтвердила, що єдиний спосіб, яким Заладейн могла позбавити її сили, — це якби вона була біологічним братом і сестрою.  Незабаром після прибуття Лорна приєдналася до команди Людей Ікс на острові Мюір, сформованої Мойрою та колишнім Людиною Ікс Банші.  Ця команда захищала острів Мюір від нападників розбійників, які полювали на Росомаху. 
До цього часу не було зрозуміло, що Поляріс насправді черпає сили, будучи зв’язком для негативної емоційної енергії. Статус Полярної як зв’язку, однак, був сприйнятий злодійським Королем Тінь. Король Тінь використовував Поляріс як шлюз, щоб надати йому доступ до фізичного світу з астрального плану, викликаючи в усьому світі зростання гніву, ненависті та насильства в цьому процесі.  Поляріс була звільнена від свого впливу за допомогою X-Factor і X-Men під час саги на острові Мюір.  Після поразки Короля Тінь, магнітні сили Поляріс повертаються через поєднання смерті Заладана незадовго до цього та нейронно-руйнівного псіонічного леза Людини Ікс Псайлок, не залишаючи слідів її збільшення розміру, сили чи емоцій. - контрольні повноваження. 

### Х-фактор
Потім Валері Купер попросила Поляріс приєднатися до нещодавно створеного X-Factor, і, втомлена ховатися на острові Муір, вона погодилася.  Його лідерами були встановлені Havok і Поляріс. Хоча приєднання до X-Factor дало Поляріс шанс возз’єднатися з Havok, їхні стосунки залишалися в основному невирішеними.  Поляріс змогла змиритися зі своїм досвідом контролю над розумом завдяки психіатру доктору Леонарду Самсону, який допоміг їй розвинути впевненість у собі.  Поляріс міцно повірив у мрію Ксав'єра, будучи учасником X-Factor.  Поляріс стала секретною зброєю уряду проти можливої атаки Маґнето, коли уряд найняв найманця Рендом, щоб перевірити її здібності.  Пізніше Злоба повернулася, щоб знову потурбувати її, але Гавок і Поляріс через свою любов один до одного намагалися поглинути її, не даючи оволодіти іншим. Зрештою, Маліс загинула від рук Містера Зловісного. 
Незабаром після цього Хевока викрали агенти Темного Звіра, які підробили записку, в якій пояснювалося, що Хевоку потрібно втекти від Полярної. Це спустошило Поляріс, змусивши її відчути себе покинутою та зрадженою.  Атмосфера X-Factor змінилася, коли уряд змусив злочинців Містік і Sabretooth приєднатися до групи.   Після цього Поляріс почала ставити під сумнів її місце в команді, тим більше, що більшість її початкових товаришів по команді більше не були активними. Вона дізналася про долю Гавока, коли він напав на X-Factor з агентами Темного Звіра, очевидно, під контролем розуму. Після того, як Гавок зазнав поразки, Поляріс спробувала до нього дотягнутися, але на неї напали й серйозно поранили, коли вона відчула, що може йому довіряти.  Коли Саблезуб зрадив і напав на команду, Поляріс була важко поранена.
Одужавши від травм і дізнавшись, що «терористична» діяльність Гавока була прикриттям для його справжньої таємної роботи, Поляріс пробачила його, хоча романтично відкинула його.  Вона також погодилася приєднатися до нової команди Х-Фактор Гавока. Однак під час їхньої першої командної зустрічі вона могла лише спостерігати, як Гавок, здавалося б, загинув під час вибуху несправної машини часу, сконструйованої мутантом із майбутнього, Грейстоном.  Хоча Гавок залишив Поляріс керувати своєю командою, намагаючись зупинити Грейстоуна, вона, очевидно, не відчувала, що зможе утримати команду разом, і невдовзі після цього вони розпалися. 

### Дванадцять
Через кілька тижнів Nightcrawler зустрів Лорну в церкві, і вона зізналася йому, що відчувала, що за нею стежать, і що вона впевнена, що Алекс все ще живий.  Група Скруллів, які працювали з Апокаліпсисом, справді стежили за нею та увірвалися в її квартиру, щоб забрати головний убір із оригінального костюма Гавока. Потім Лорна дізналася, що вона одна з Дванадцятьох, команди мутантів, яким імовірно призначено розпочати новий золотий вік для мутантів.  Поляріс разом із Людьми Ікс відправився до Єгипту, щоб битися з Апокаліпсисом. Під час зустрічі Маґнето, інший учасник Дванадцяти, виявив, що він може використовувати Лорну, щоб підключитися до магнітного поля Землі з неймовірною силою, фактично приховуючи знижений стан його здібностей на той час. 

### Послушник
Після того, як Апокаліпсис був переможений, Поляріс повернувся до Геноші з Маґнето, щоб забезпечити його силою та допомогти підтримувати порядок. Вона вірила, що робила це для загального блага, але також насолоджувалася освітою в своїх силах, яку отримала. Маґнето розпочав повномасштабну атаку на Carrion Cove, останнє місто, яке виступало проти його правління, щоб отримати доступ до технологій, які відновлять його повноцінні здібності. Поляріс спробувала зупинити його, але вона зазнала поразки і покинула країну разом з Месниками. Пізніше вона повернулася з Ртуть, щоб допомогти протистояти тиранічній правлінню Маґнето. 
Хоча Ртуть був виявлений і змушений покинути Геношу, Поляріс залишався скромним, щоб приховано перевозити біженців з війни до інших країн, а також стежити за діями Маґнето.  Після того, як Росомаха перерізав хребет Маґнето, Поляріс змогла вкрасти зразок крові з його медичних аналізів, які вона використала, щоб підтвердити, що Маґнето був її біологічним батьком.  Коли Cassandra Nova «s Вартові знищили Genosha і перебили мільйони, Поляріс була одна з небагатьох, що залишилися в живих. Вона залишилася в емоційних шрамах після того, як стала свідком різанини, оскільки не змогла врятувати їх. 

### Травма
Пізніше деякі з Людей Ікс вирушили до Геноші, щоб оглянути, що там сталося. Вони зіткнулися з оголеним і неосудним Полярними в Genosha після його населення винищено Cassandra Nova «s Вартових.  Коли Поляріс знову приєдналася до Людей Ікс, надзвичайно травматичний досвід залишив її темнішою, більш безжальною особистістю, навіть убив деяких членів антимутантської Церкви людства. Гавок розлучився з Поляріс після того, як вони збиралися одружитися, залишивши її біля вівтаря для медсестри Енні Газіханян, з якою у нього був роман, коли він був у комі, використовуючи телепатію. Поляріс, який тепер доведено до нестабільности, знову збожеволів і почав лютувати, що мало не призвело до того, що вона вбила Гавока. Заводили, що це через травму від Геноші, але ніхто не купив. Джаггернауту вдалося її нокаутувати.  Такою вона залишалася до певної психотерапії з професором Ксав'єром. Поляріс пообіцяла більше не завдавати шкоди, і її знову прийняли до Людей Ікс. 
Пізніше Айсмен зізнався Поляріс, що все ще відчував до неї почуття, і після легкого флірту вони почали стосунки.  Однак стосунки не тривали, оскільки інші стосунки Лорни (а саме з Гавоком) все ще були нерозв’язані. Гавок зізнався, що все ще любить її після того, як Енні покинула його, однак Поляріс відштовхнув його. 

### Децимація
Було виявлено, що Поляріс втратила свої сили в День М  але уникала сказати товаришам по команді. Зіткнувшись з Валері Купер, яка знає про її втрату сили, Поляріс стверджувала, що її втрата сили є психологічною, і вона вважає, що заважає собі використовувати їх. Врешті-решт Поляріс була змушена визнати, що її сили зникли, і визнати це решті команди, після чого всі інші члени її команди, крім її потенційних коханців Айсмена та Гавока, розповіли їй, що вони вже здогадався. Потім вона покинула особняк разом з Гавоком, щоб «шукати» свої втрачені сили, ірраціонально переконана, що вони лежать з інопланетянином на ім’я Даап, схожим на близнюк померлого члена X-Statix Дупа, якого вона бачила під час нещодавньої місії в космосі. Незабаром Даап впав на Землю і викрав Поляріс і Королеву прокажених, лідера антимутантної групи, відомої як Ліга Сапієнів. 

### Вершник Апокаліпсису
Апокаліпсис забрав їх обох, стримав Королеву прокажених і силоміць перетворив Поляріс на нову Чуму. Здавалося б, стерта з розуму, вона поглинула віруси від Всесвітньої організації охорони здоров’я і намагалася створити метачуму. У кульмінаційній битві між Людьми Ікс, Месниками та Апокаліпсисом Росомаха виявив, що задушливою Чумою була Лорна.  Вона одужувала в особняку Ікс, коли колишні Вершники Апокаліпсису Гамбіт і Сонячний вогонь повернулися, щоб забрати її. Вона встала і відмовилася йти з ними, але також вирішила покинути Людей Ікс.  Тієї ночі Поляріс вирішила піти на пошуки Апокаліпсису в Єгипті. Вона пішла сама, і пізніше за нею полювали, поки Гавок і нова команда «Люди Ікс» не врятували її. Емма Фрост також зазначила, що її здібності здаються «дивними та мутуючими». 

### Розквіт і падіння імперії Ши'ар
Після того, як нова команда врятувала його від культу антиапокаліпсису, Поляріс погодився приєднатися до Професора Ікс, Дарвіна, Гавока, Marvel Girl, Nightcrawler і Warpath для їхньої місії зупинити Вулкана.  Її нинішні стосунки з Гавоком все ще розвиваються. Здавалося, Поляріс нарешті показав конкретні ознаки прощення Гавока, сказавши йому «просто замовкнути і поцілувати мене» після того, як команда виграла свою першу битву проти цілого полку ши'арських солдатів на початку боротьби проти Д'Кена та на підтримку Ліландра.  Хоча Гавок спочатку відмовляється від її просування, вагаючись, щоб «почати знову після» всього, що сталося між ними, Лорна каже, що йому потрібно «випустити пару», і сцена закінчується їх поцілунками. Поляріс допомагає у великій сутичці і завдає серйозної шкоди Вулкану та Гладіатору своїми силами, але врешті-решт вона одна з Людей Ікс, які залишилися позаду. 

### Starjammers
Після смерті Корсара від рук Вулкана, Поляріс приєднався до новітньої інкарнації Старджаммерів, маючи намір вбити Вулкана і повернути Ліландру Нерамані на трон Ши'ар.  Їх місія виявилася невдалою, і Поляріс, разом з Havok, Ch'od і Раза, був узятий в полон і ув'язнений в тюрму на підводному планеті Вулкан. 

### Люди Ікс: Kingbreaker
Пізніше було показано, що Лорна все ще була в'язнем Вулкана та його військ. Вулкан наказав дати їй сильні наркотики, щоб вони могли далі вивчати це.  Пізніше її звільнили Гавок та інші Старджаммери, які поклялися вбити Вулкана. 

### Війна королів
Поляріс і Starjammers зіграли велику роль у сюжетній лінії «Війна королів», у якій також фігурували «Вулкан», «Нелюди», «Нова» та «Вартові Галактики».  Переслідуваний superdestroyer Ші'ар після втечі, Лорна використовує той факт, що вона є Кристал "s сестра в законі, щоб дозволити Starjammers через оборонний щит Кри ст.  Після атаки Імперської гвардії Ши'ар на весілля Крістал і Ронана, Лорна відіграє незначну, але ключову роль у відновленні підтримки Крі для нелюдей, забезпечуючи трансляцію гуманітарних дій Кристал щодо поранених цивільних осіб Кри по всій мережі Крі.  Після цього вона знову приєднується до Starjammers у їхній місії порятунку Ліландри. Вони негайно забирають залізний корабель Shi'ar (який вона допомагає захопити, намагнічуючи Starjammer до його корпусу), який вони потім використовують, щоб приєднатися до основного флоту Shi'ar, доки їхнє прикриття не буде розірвано, коли вони рятують Ракетного Єнота та його команду, Вартових. галактика.  Після капітуляції Ши'арів нелюдям Лорна залишається на рідному світі Ши'арів разом з Гавоком і дівчиною Marvel. 

### Царство королів
Через Ч'од і, очевидно, через інцидент, коли Рейчел і Корвус обидва втратили зв'язок із Силою Фенікса, відомо, що Поляріс, Гавок, Рейчел і Корвус вирушили на Землю. 

### Спадщина Людей Ікс
Маґнето, Роуг, Френзі та Гамбіт відповідають на дзвінок Рейчел, і Роуг використовує сили Легіону, щоб телепортуватися на космічну станцію, на якій вони знаходяться.  Лорна, Корвус і Алекс контролюються інопланетними силами, і їх використовують, щоб катувати та вбивати Ши'ара.  Коли вона зустрічається з Маґнето, їх возз'єднання нетривале, оскільки Ши'ар атакують зібрану групу, а Лорна, Алекс і Корвус атакують Маґнето, Френзі і Гамбіт.  Дії Рейчел звільняють їх від контролю над розумом, і Люди Ікс об’єднують зусилля. Поляріс каже, що у неї є багато речей, які вона хотіла запитати у Маґнето, і він відповідає, говорячи в інший час, коли вони поза небезпекою.  Команда працює разом, щоб побудувати чорну діру, яка перенесе космічну станцію та все на борту назад на Землю, закінчивши космічну дугу Лорни. 

### Відродження
Поляріс разом із Гавоком приєднується до Росомахи після того, як Росомаха пропонує їм піти самостійно подалі від своєї родини та приєднатися до X-Factor. 

### Повернення до X-Factor
Під час сюжетної лінії Breaking Points  Лонгшот використав свої психометричні здібності, щоб прочитати фотографію матері й номінального батька Лорни, від якої Лонгшот дізнався правду про їхню смерть. Лорна змусила Лонгшота показати їй те, що він бачив, використовуючи телепатичні здібності М, щоб встановити зв’язок. Лорна була спустошена, дізнавшись, що перший спалах її сил призвів до їхньої смерті в авіакатастрофі. Маґнето змусила Мастермайнда маніпулювати її спогадами, щоб придушити її причетність до смерті батьків.  Пізніше Поляріс і Гавок розлучилися, оскільки Хейвок погодився очолити Неймовірних Месників  а Поляріс хотів залишитися з X-Factor. 

### Новий Х-фактор
Тепер Поляріс є лідером X-Factor. Ім’я було куплено у Меддокса генеральним директором Serval Гаррісоном Сноу. X-Factor – це корпоративна команда, яка захищає інтереси компанії.  З’ясувалося, що Харрісон таємно вклав нано в праве око, без її згоди.  Її зведений брат Ртуть є в команді і таємно шпигує за нею для її колишнього Гавока. 

### Таємні війни (2015)
Під час сюжетної лінії «Останні дні» « Таємні війни » Поляріс допомагав Маґнето під час вторгнення між Землею-616 і Землею-1610. У той час як енергії двох планет наближаються до каскаду зіткнення і насилають хаос вулицями, Маґнето і Поляріс боротьба вступають у бій на цю «іншу» Землю, борючись із паралельними Стражами, посланими за ними. Поляріс приголомшена, побачивши рівень енергії, який демонструє її батько, весь час намагаючись захистити людей, які потрапили під перехресний вогонь Маґнето та Стражів. 

### Таємна імперія
Під час сюжетної лінії «Таємна імперія » Поляріс проникає у в’язницю в Нью-Тіані, коли Гавок збирається напасти на переміщених часом Джин Грей і Джиммі Хадсона.  Поки Джин і Джиммі шукають своїх товаришів по команді, Поляріс вдається перемогти Гавока і допомагає молодим мутантам втекти. Після втечі Поляріс і Небезпека розповідають команді, що Маґнето доручив їм доглядати за ними, що вони зробили таємно. 

### Світанок X
У новому статус-кво для мутантів після Будинку X і Сил X, професор Ікс і Маґнето запрошують усіх мутантів жити на Кракоа і вітають навіть колишніх ворогів у свої оселі.  Поляріс з’являється разом із Маґнето, коли він пояснює процес воскресіння для мутантів із залученням об’єднаних сил П’яти (Хоуп Саммерс, Золоті кулі, Протей, Єва Белл та Еліксир). 
Поляріс Земля атакує останню сполуку Орхіса на Землі за допомогою Маґнето, Бурі та Циклопа.  Пізніше вона приєднується до Рейчел Саммерс, Дакена, Нортстар і колишніх студентів X Eye-Boy і Prodigy у новій ініціативі в Кракоа: вони повинні розслідувати будь-яку смерть мутантів і підготувати звіт для П’ятірки в рамках Протоколів воскресіння Кракоа. Їхній перший випадок пов’язаний із передбачуваною смертю сестри-близнюка Нортстар, Аврори. 

## Сили та здібності
Сила Поляріс дозволяє їй відчувати і контролювати магнетизм, включаючи маніпулювання металами, сприйнятливими до магнетизму. Її сили походять від небесних технологій, які відновили її ген x, як доведено Cerebro. 
Поляріс може генерувати імпульси магнітної енергії, створювати силові поля, маніпулювати магнітним полем Землі і дозволяти собі літати. Зосереджуючись, Поляріс може сприймати навколишній світ виключно як моделі магнітної та електричної енергії. Вона також може сприймати природні магнітні аури, що оточують живі істоти. У неї яскраво-зелене волосся, що є першою ознакою її мутації. Спочатку вона пофарбувала волосся в каштановий колір, щоб приховати це, але згодом з’являється зі своїм характерним зеленим волоссям.
Ненадовго в своїй історії Поляріс втратила силу магнетизму, але отримала здатність поглинати негативні емоції з навколишнього середовища і використовувати її як силу, витривалість, невразливість і здатність тимчасово збільшити свій зріст і масу.  Згодом вона втратила ці додаткові сили, і її початкові магнетичні сили повернулися. 
Поляріс була серед мутантів, позбавлених сили Багряною відьмою під час сюжетної лінії Будинку М. Однак завдяки маніпуляціям Апокаліпсису технологія целестіалів відновила її ген x, повернувши їй природні магнітні здібності. Межі її магнітних здібностей невідомі, її називають однією з найбільших загроз нинішньої команди протиборчі Ши'арські Імперські Шокери, кібернетичні охоронці. У «Імператорі Вулкані» вона захищає Starjammer від атак цілого флоту зоряних кораблів і, як було показано, безпосередньо знищила принаймні один ворожий лінкор за допомогою магнітного вибуху. 
Будучи Мором Вершника, Лорна показала здатність без шкоди поглинати вірусні хвороби, поглинаючи їхні риси, і, згідно з Апокаліпсисом, здатна поширювати «метачуму», яка вб’є будь-кого, хто не був щеплений вакциною від вірусу, Кров Апокаліпсису. Також було показано, що вона бореться з токсинами та наркотиками швидше, ніж зазвичай.
Лорна володіє знаннями в галузі геофізики і здобула ступінь магістра в цій галузі.

## Інші версії

### Епоха Апокаліпсису
Поляріс у реальності Епохи Апокаліпсису була однією із багатьох ув’язнених у Загонах для розведення зловісних і жертвою випробувань Темного Звіра. Вона була майже безсилою, тому що Роуґ поглинув її здібності і назавжди зберіг половину своїх здібностей, коли вони двоє посварилися до того, як Роуґ був доставлений до Людей Ікс. Прелат Скотт Саммерс звільняє її, але вона не може впізнати його; вона помилково приймає його за Маґнето, якого вона вважає своїм батьком.

### Будинок М
Маґнето зав’язується з Сюзанною Дейн, американською студенткою по обміну в Європі, яка допомагає його контрабандним перевезенням з місця на місце. Коли Маґнето дізнається, що вона народжує дитину, він каже їй йти додому, тому що те, що вона робить, може призвести до смерті її та її дитини. Лорна Дейн виростає в Каліфорнії і в дитинстві спостерігає, як Маґнето оголошує війну людським урядам. Згодом Маґнето виявляє, що він її батько, коли стає правителем Ґеноші. Поляріс шокована і тікає через те, що він ніколи не був поруч із нею. Зрештою вона з’являється такою, якою її бачать пізніше, коли почався новий світовий порядок, де мутанти були правлячим класом, а Маґнето був їхнім монархом. Лорна досі живе з ним у його палаці на Ґеноші з усіма його дітьми. Поляріс, Ртуть і Багряна відьма вважалися королівськими особами в цій реальності, і Лорна врешті-решт зав’язує близькі стосунки зі своїм батьком.

### Мутант X
Поляріс є постійною членкинею Людей Ікс після того, як Маґнето перейде на посаду хворого професора Ксав'єра. Ця Поляріс знає, що вона дочка Маґнето. Люди Ікс ненадовго б’ються і програють божевільній Медлін Прайор. Пізніше вони, здавалося б, гинуть в результаті атомного вибуху, але виживають і це. Поляріс є однією з жертв у небезпечній реальності битві за участю Прайора та Потустороннього. Тяжко поранена, вона помирає на руках у батька, заспокоївши, що все буде добре.

### Ultimate Marvel
У Ultimate Marvel Ultimate X-Men, Поляріс є привабливою дівчиною-мутанткою, яка є членкинею Академії завтрашнього дня, миротворчого загону мутантів на чолі з Еммою Фрост. У цій безперервності вона також є подругою Гавока, але, як поворот, вона також була колишньою дівчиною його брата Циклопа, на якого Гавок з пристрастю обурюється.
Поляріс обвинувачена у вбивстві десятків людей своїми силами під час рятувальної місії та ув’язнена в Тріскеліоні Абсолютних разом із терористом-мутантом Маґнето. Перемігши його в шахах лише після 12 ігор, Маґнето збиває її стільцем до втрати свідомості, а потім використовує її, щоб спонукати Гавока врятувати її, щоб він міг вирватися з камери максимального захисту, помінявшись місцями з Містік. Зрештою, ім’я Поляріс очищається, і вона повертається в Академію завтрашнього дня. Вона була вбита в Ultimatum разом з іншими членами Академії завтрашнього дня, за винятком Гавока.

### Вигнанці
Альтернативна версія Поляріс зарахована до міжвимірної команди супергероїв Exiles. Походячи з Землі-8149, вона, здавалося б, загинула в битві з групою Стражів, створених для її знищення, але за кілька хвилин до смерті її вирвали, щоб приєднатися до Вигнанців. Зрештою Поляріс дізнається, що Маґнето, її батько перейшов на бік добра через її смерть, щоб помститися за вбивство від руки Стражів. 

## В інших медіа

### Телебачення
- Поляріс з'являється в мультсеріалі «Люди Ікс», озвученому Террі Гоукс. В епізоді «Холодний комфорт» вона є учасницею X-Factor. Поляріс була членкинею Людей Ікс разом зі своїм хлопцем Айсменом, хоча врешті-решт вони пішли, щоб вести нормальне життя. Однак Поляріс покинула Айсмена, стала учасницею X-Factor і закохалась у Гавока. Вона повертається в останньому сезоні, щоб допомогти в битві з Фаланґою. Поляріс також робить коротке камео під час двосерійного епізоду «Sanctuary».
- Поляріс з'являється в мультсеріалі Росомаха і Люди Ікс, озвученому Лізою дель Мундо. У неї були дуже близькі стосунки з батьком на Ґеноші. У майбутньому під час епізоду «Badlands» Поляріс була єдиною, що вижила після того, як Ґеноша була знищена завдяки спробі Маґнето в останню хвилину врятувати її.[106] У даний час вона на короткий час приваблює Ґамбіта, коли він намагається вкрасти шолом Маґнето в рамках більшої змови, хоча пізніше він припиняє їхні стосунки, змушуючи її в гніві залишити його в морі (змусивши Ґамбіта зауважити, що вона сила її батька і вдача її сестри).[107]
- Емма Дюмон грає Поляріс у серіалі Fox «Обдаровані».[108] Персонаж разом із Thunderbird заснував Mutant Underground. У неї є дочка на ім'я Дон зі своїм хлопцем Екліпсом.

### Відео ігри
- Вона з'являється в кінцівці Маґнето у відеогрі Ultimate Marvel vs. Capcom 3 разом з іншими членами Братства.
- Поляріс з'являється в Lego Marvel Super Heroes [109] озвучений Тарою Стронг. [110]
- Поляріс — персонаж, якою можна грати в Uncanny X-Men: Days of Future Past для iOS та Android.[111] Вона літає і запускає зелені магнітні вибухи.
- Поляріс — ігровий персонаж у Marvel Super War.[112]